# Cirillo IV di Costantinopoli
Cirillo IV (in greco Κύριλλος Δ΄; Mitilene, ... – Istanbul, 1728) è stato un arcivescovo ortodosso greco con cittadinanza ottomana, che ha ricoperto la carica di Patriarca ecumenico di Costantinopoli tra il 1711 e il 1713.
Proveniva da Mitilene. Fu notevolmente istruito e prestò servizio come vescovo metropolitano di Cizico.
Fu eletto Patriarca nel 1709, ma Atanasio V di Costantinopoli prese il trono. Quindi divenne Patriarca dopo la deposizione di Atanasio. Si batté per la ricostruzione economica del Patriarcato, ma rifiutò l'aumento delle tasse alla Sublima porta, quindi fu costretto a rinunciare alla sua carica nel 1713.
Rimase ad Istanbul fino alla sua morte, nel 1728.